# Индрадьюмна Свами
Индрадью́мна Сва́ми (IAST: Indradyumna Svāmī; имя при рождении — Бра́йан Ти́ббитс, англ. Brian Tibbitts; род. 20 мая 1949; Пало-Алто, Калифорния, США) — индуистский кришнаитский гуру и проповедник, один из духовных лидеров Международного общества сознания Кришны (ИСККОН), ученик основателя ИСККОН Бхактиведанты Свами Прабхупады (1896—1977).
За более чем 30 лет активной миссионерской деятельности Индрадьюмна Свами организовал более 1000 кришнаитских проповеднических программ и фестивалей. Проводимый им ежегодно «Фестиваль Индии» в Польше является одной из самых ярких и успешных кришнаитских проповеднических программ. Индрадьюмна Свами описывает свои путешествия и миссионерскую деятельность в «Дневнике странствующего монаха», который с 1995 года регулярно издаётся на английском, русском и испанском языках.

## Биография

### Ранние годы
Брайан Тиббитс родился 20 мая 1949 года в Пало-Алто, штат Калифорния. В четырёхлетнем возрасте он тяжело заболел спинальным менингитом и несколько месяцев пролежал в больнице на грани жизни и смерти. Когда Брайану было шесть лет, под колёсами автомобиля погиб соседский пёс, который был любимцем детей всего квартала. Эти события впервые заставили Тиббитса задуматься над смыслом жизни, природой счастья и страданий.
Когда Брайану было 12 лет, в канун Дня благодарения, в школе детям дали задание нарисовать то, что они хотели бы увидеть на праздничном столе. Вместо традиционной индейки, Брайан нарисовал овощи. Примерно в том же возрасте Брайан захотел перестать употреблять в пищу мясо, но его родители категорически выступили против этой идеи.
В юности Брайан серьёзно увлекался сёрфингом и проводил лето на калифорнийских пляжах. Когда ему было 16 лет, он оставил родительский дом и вместе со своими друзьями отправился «ловить волну» в Мексику, где едва не погиб на пляжах Сан-Бласа.

### Участие в Войне во Вьетнаме
После окончания средней школы, Тиббитс завербовался в Корпус морской пехоты США и отправился на войну во Вьетнаме, где служил в качестве снайпера и подрывника-диверсанта. По его словам, воевать он пошёл из желания «остановить распространение коммунизма». После года службы, осознав бессмысленность войны, он отказался от дальнейшего участия в боевых действиях, за что провёл некоторое время под арестом. Обретя в 1970 году свободу, он вернулся на родину, где поселился в Детройте и поступил в университет.

### Духовные поиски. Первая встреча с кришнаитами
Согласно рассказам самого Свами, во время учёбы в университете его одолели чувства разочарования и безысходности. Однажды он воззвал к Богу и попросил у Него прибежища. Вскоре после этого Тиббитс посетил выставку индийского искусства, где его внимание привлекла картина с изображением Кришны в окружении своих возлюбленных девушек-пастушек. Сопроводительный текст гласил: «Картина изображает небесное царство, в котором Бог наслаждается вечной жизнью». При выходе из музея, Тиббитс повстречал группу кришнаитов под предводительством проповедника Вишнуджаны Свами, который рассказывал собравшейся толпе об учении кришнаитов.

### Первые годы в ИСККОН
После нескольких месяцев общения с кришнаитами, Тибиттс присоединился к ИСККОН. Приняв монашеский образ жизни, он поселился в детройтском ашраме ИСККОН. С первых же дней своего пребывания в ашраме стал участвовать в основных проповеднических программах кришнаитов — харинаме и распространении духовной литературы.
В декабре 1971 года Брайан получил духовное посвящение от основателя ИСККОН Бхактиведанты Свами Прабхупады, который дал ему духовное имя «Индрадьюмна Даса» (что в переводе с санскрита означает «слуга Индрадьюмны») и наставление «смело проповедовать и веровать в святые имена». В следующем году Индрадьюмна получил от своего гуру также и посвящение в брахманы и, по его указанию, отправился проповедовать в Европу.

### Миссионерская деятельность

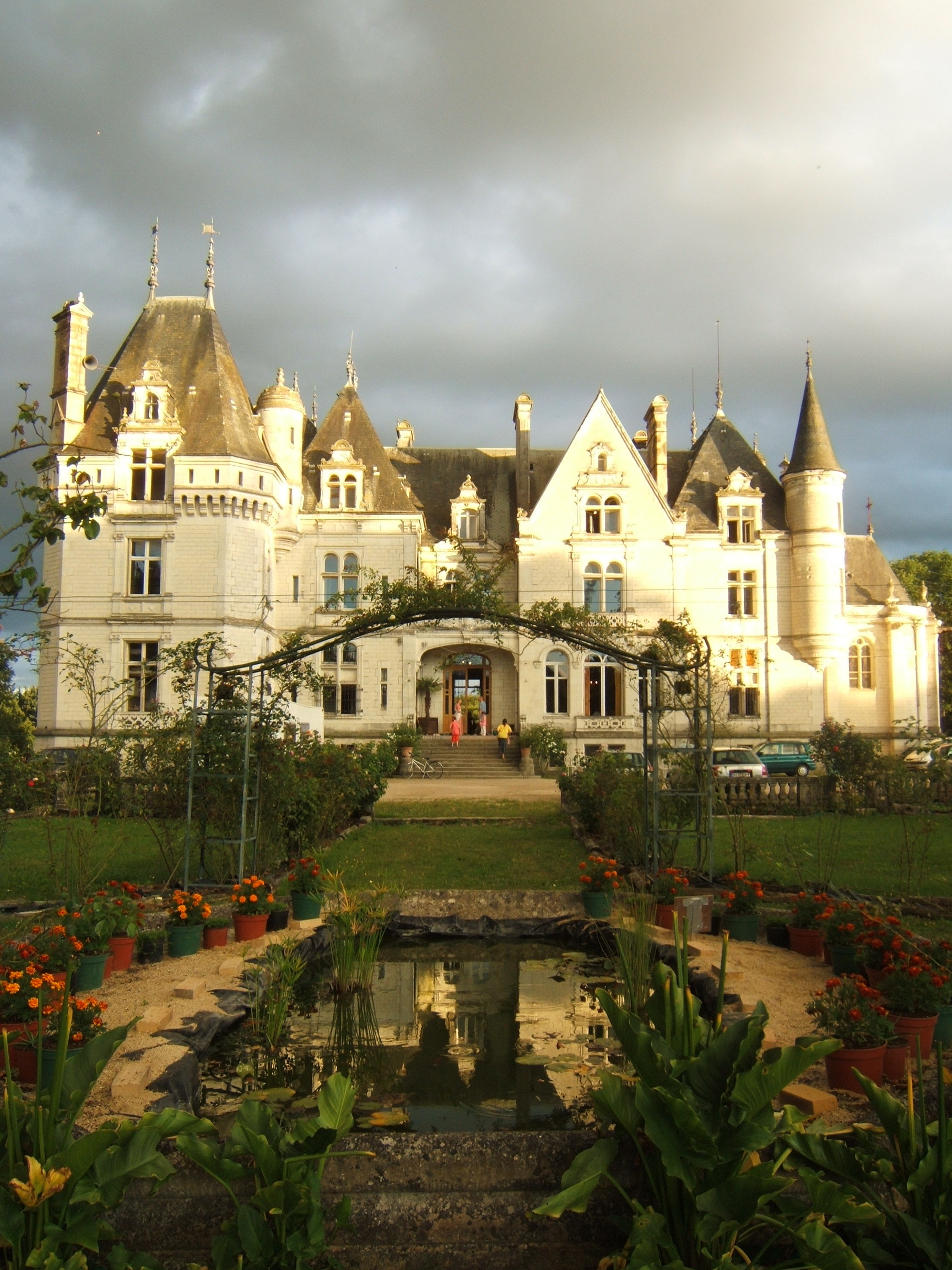
Община Новый Маяпур, которую Индрадьюмна Свами возглавлял в 1983—1986 годах.

В 1970-е годы Индрадьюмна, под руководством своего старшего духовного брата Бхагавана, занимался миссионерской работой в Европе, где помог открыть новые центры ИСККОН во Франции, Италии, Швейцарии, Бельгии и Испании. В 1979 году он принял от Бхагавана посвящение в санньясу (уклад жизни в отречении), получив при этом титул «свами». В 1983—1986 годах Индрадьюмна Свами исполнял обязанности президента Нового Маяпура — крупнейшей кришнаитской общины во Франции.
Начиная с 1986 года Индрадьюмна Свами активно путешествует и проповедует гаудия-вайшнавизм по всему миру. За это время он занимался миссионерской деятельностью в лесах Амазонии, среди туземных племён в Квазулу-Натале, на острове Маврикий, в Новой Каледонии, в Сибири, в Боснии и Герцеговине и в Индонезии. В 1990-е годы в Польше и в Боснии, Индрадьюмна Свами и его проповедническая группа несколько раз подвергались атакам экстремистов.
В 1989 году Индрадьюмна Свами организовал первую Ратха-ятру в Дурбане, которая с тех пор проводится ежегодно. Тем самым он исполнил желание Прабхупады, который попросил своих учеников об этом во время своего визита в ЮАР в 1975 году.
В 2004 году Индрадьюмна Свами руководил гуманитарной миссией «Пища жизни» на Шри-Ланке, обеспечивавшей горячими вегетарианскими обедами пострадавших от цунами жителей этой страны. Всего миссия под его руководством раздала 250 тыс. порций еды.

#### «Фестиваль Индии» в Польше
Начиная с 1990 года Индрадьюмна Свами ежегодно проводит в Польше мероприятие под названием «Фестиваль Индии», в ходе которого представляет индийскую культуру и искусство. «Фестиваль Индии» является одной из самых успешных проповеднических программ ИСККОН. В рамках этого фестиваля, Индрадьюмна Свами и руководимая им группа кришнаитов ежегодно принимают участие в Польском Вудстоке. Участие кришнаитов в этом крупном молодёжном фестивале стало возможным благодаря тёплым дружеским отношениям между Индрадьюмной Свами и основоположником Польского Вудстока — Ежи Овсяком.

#### Magic India
С 2010 года, Индрадьюмна Свами и созданная им группа из трёх десятков артистов разных национальностей, совершает турне по разным странам мира с индуистской культурно-религиозной программой под названием Magic India. По данным бразильских СМИ, за первые два года программы Magic India посетило около 1 млн человек. В рамках Magic India, Индрадьюмна Свами представил индуистскую духовность и философию через посредство танцев, музыки и театра. Например, во время турне Magic India в 2011 году в Бразилии, труппа Индрадьюмны Свами выступила в 13 бразильских городах с программами, частью которых были танцы бхаратанатьям, игра на барабанах музыкантов из Манипура, показательные выступления йогов, театральные представления по мотивам «Бхагавад-гиты», выступления танцевальной труппы из Мумбаи.

#### Дневник странствующего проповедника
Начиная с 1995 года Индрадьюмна Свами регулярно публикует «Дневник странствующего проповедника», в котором подробно описывает свои путешествия и приключения. Он также ведёт свою страничку в Facebook, число подписчиков которой составляет более 45 тыс. человек.